# 1 Legia
1 Legia – polska formacja wojskowa w służbie francuskiej.
Wiosną 1797 roku Bonaparte podjął decyzję o reorganizacji Legionów Polskich. Decyzję przyjął do wykonania Centralny Komitet Wojskowy przy Administracji Lombardii. Zgodnie z tym planem powstać miały dwa legiony polskie po trzy bataliony.

## Struktura organizacyjna
Dowództwo Legii
dowódca (szef) – gen. Józef Wielhorski; od 6 X 1797 – gen. Karol Kniaziewicz
major – Jan Strzałkowski
adiutant – Ignacy Jasiński
kwatermistrz – Antonio Caccianiga
adiutant szefa Legii – Carlo Rosignana
- I batalion (Bolonia) – Jan Strzałkowski; od 6 VIII 1797 – Szymon Białowiejski
- II  batalion (Ferrara) – Antoni Kosiński; od VIII 1797 – Maciej Forestier
- III batalion (Bolonia)  – Maciej Zabłocki; od VIII 1797 – Józef Grabiński; od 17 V 1798 – Józef Zeydlitz

## Mundury oddziałów Legii
Mundur stanowiły polskie granatowe kurtki i spodnie. Ozdoby posiadały kolory lombardzkie: pierwsza  legia miała mieć białe wyłogi, czerwone kołnierze i zielone klapy. Nie zostało to jednak zaakceptowane przez Dąbrowskiego i ostatecznie legioniści nosili: „kurtkę, pantalony i czapkę; szarfę, dragonki i kordony oficerskie srebrne, przerabiane karmazynowym jedwabiem”. Podstawowym kolorem munduru pozostał granatowy. Bataliony różniły się barwą ozdób oraz guzików wzorowane na barwach regimentów Rzeczypospolitej.
- I batalion  nosił ozdoby karmazynowe, a szlify i guziki srebrne  barwy kawalerii narodowej[3]
- II/1 Legii ozdoby zielone i guziki złote wzorowane na 3 regimencie pieszym buławy polnej litewskiej[3].
- III/1 Legii, wzorując się na 10 regimencie pieszym koronnym Ordynacji Rydzyńskiej, miał ozdoby żółte i guziki srebrne[3].